# Кобзарь, Степан Андреевич
Степа́н Андре́евич Кобза́рь (1929—1990) — советский работник сельского хозяйства, Герой Социалистического Труда (1971).

## Биография
Родился в 1929 году. Работал старшим чабаном конного завода № 158 имени Будённого Сальского района Ростовской области.

## Награды
- Указом Президиума Верховного Совета СССР от 8 апреля 1971 года — за выдающиеся успехи, достигнутые в развитии сельскохозяйственного производства и выполнении пятилетнего плана продажи государству продуктов земледелия, Степану Кобзарю было присвоено звание Героя Социалистического Труда с вручением ордена Ленина и золотой медали «Серп и Молот».
- Был награждён медалями, среди которых «За доблестный труд», а также медали ВДНХ СССР.